# 1954 في بيرو
فيما يلي قوائم الأحداث التي وقعت خلال عام 1954 في بيرو.

## سياسة

### انتهاء فترة المنصب
- 9 أغسطس – نورييغا أغويرو رئيس مجلس الوزراء البيروفي [الإنجليزية]‏.

## رياضة
- 1 يناير – دوري الدرجة الثانية البيروفي 1954 الفائز Club Unión Callao de Deportes [الإنجليزية]‏.

## مواليد

### يناير
- 2 يناير – جيرمان ليغويا لاعب كرة قدم بيروفي.

### فبراير
- 26 فبراير – رافاييل ري سياسي بيروفي.

### أبريل
- 30 أبريل – ألونسو كيويتو كاتب بيروفي.

### يونيو
- 2 يونيو – فيكتور غارسيا توما محامي بيروفي.
- 6 يونيو – غويليرمو لا روزا لاعب كرة قدم بيروفي.

### يوليو
- 10 يوليو – خوسيه غونزاليس غانوزا لاعب كرة قدم بيروفي.
- 21 يوليو – جوانا هامان فنانة بيروفية.

### أغسطس
- 24 أغسطس – لويزا فوينتيس لاعبة كرة طائرة بيروفية.

### سبتمبر
- 24 سبتمبر – جيرونيمو بارباديلو لاعب كرة قدم بيروفي.

## وفيات

### نوفمبر
- 27 نوفمبر – خوان جيفارا (مواليد 1882)